# Palaeobiologica
Palaeobiologica est une revue scientifique allemande de paléontologie, fondée en 1928 par Othenio Abel. Celle-ci est située à Vienne et à Leipzig. Elle a cessé de paraître en 1944.